# Демоник (царь Китиона)
Демоник — царь кипрского Китиона, правивший в течение года с 387 до н. э.
Во время восстания против персидского царя Артаксеркса II правителя Саламина Эвагора  ему на подмогу весной 387 года до н. э. прибыл афинский военачальник Хабрий. Хабрий помог Эвагору покорить кипрские города, не желавшие признавать верховенство саламинского властителя. Как отметила. Э. Б. Петрова, особенно важным стал захват Китиона, на трон которого и был посажен Демоник. Он правил в течение года, однако успел выпустить свои монеты. По мнению Бабелона, их чекан, которым фактически воспроизведена Афина Фидия, свидетельствует о явном аттическом влиянии. Этому Демонику, видимо, посвящена речь, приписываемая Исократу. Очевидно, через год власть в Китионе вернул Мелекиафон. По замечанию Д. Хилла, основывающего свои выводы на финикийской надписи (Ханиман датирует её второй половиной IV века до н. э), видимо, сын Демоника, которого звали, возможно, Праксипп, стал царём Лапитоса.